# Legacy of Blood
Albums de Jedi Mind Tricks
Visions of Gandhi
(2000) Servants in Heaven, Kings in Hell
(2006)
Singles
1. Before the Great Collapse
Sortie : 2004
2. The Age of Sacred Terror
Sortie : 2005

Legacy of Blood est le quatrième album studio des Jedi Mind Tricks, sorti le 24 août 2004.
L'album s'est classé 19e au Top Heatseekers et 22e au Top Independent Albums.

## Liste des titres
| No  | Titre                                                        | Contient un (des) sample(s) de | Durée |
| --- | ------------------------------------------------------------ | --- | ----- |
| 1.  | Intro                                                        | Un coin tout bleu d'Édith Piaf Make It Easy on Yourself des Walker Brothers | 1:27  |
| 2.  | The Age of Sacred Terror                                     | Half Good, Half Sinner d'O.C. | 4:27  |
| 3.  | Scars of the Crucifix                                        | | 4:00  |
| 4.  | Death Falls Silent (Interlude)                               | The Universe Spreads Into Infinity d'Hiroshi Miyagawa | 0:23  |
| 5.  | Saviorself (featuring Killah Priest)                         | | 4:28  |
| 6.  | On the Eve of War (Julio Ceasar Chavez Mix) (featuring GZA)  | Third World de DJ Muggs, RZA et GZA | 3:59  |
| 7.  | The Darkest Throne (Interlude)                               | | 0:45  |
| 8.  | The Worst                                                    | Yes You May de Lord Finesse featuring A.G. et Percee P Bloodshed and War de Da Youngsta's featuring Mobb Deep Colombia - Duermete, Niño de Charles Lucy                               | 4:03  |
| 9.  | Verses of the Bleeding (featuring Des Devious)               | | 3:48  |
| 10. | Beyond the Gates of Pain (featuring Sean Price)              | Boogieman de The Crystal Mansion | 3:41  |
| 11. | Fairwell to the Flesh                                        | | 0:54  |
| 12. | And So It Burns                                              | Symphony No. 4 in D Minor de Robert Schumann Keep on Lying de Giacomo Rondinella Living in the World of Hip-Hop de MC Shan Tru Master de Pete Rock featuring Inspectah Deck et Kurupt | 4:24  |
| 13. | The Spirit of Hate (Interlude)                               | | 0:59  |
| 14. | Me Ne Shalto                                                 | | 3:52  |
| 15. | On the Eve of War (Meldrick Taylor Mix) (featuring GZA)      | Third World de DJ Muggs, RZA et GZA Peace de Paul Kelly | 2:58  |
| 16. | Winds Devouring Men (Interlude)                              | | 0:54  |
| 17. | The Philosophy of Horror                                     | I Always Sang for My Father de Warren Schatz | 3:57  |
| 18. | The Spirit and Sun (Interlude)                               | | 0:43  |
| 19. | Before the Great Collapse                                    | No Me Des Tu Adios de Perla Freeman's Farm de David Elon Preston | 3:55  |
| 20. | The President's Wife (Morceau caché) (featuring Des Devious) | | 3:47  |